# Anatolij Isaev
Anatolij Konstantinovič Isaev (in russo Анатолий Константинович Исаев?; Mosca, 14 luglio 1932 – Mosca, 10 luglio 2016) è stato un calciatore sovietico, dal 1991 russo, di ruolo attaccante.